# César Augusto Asencio
César Augusto Asencio Adsuar (Alicante; 17 de marzo de 1962) es un político español perteneciente al Partido Popular. Fue alcalde del municipio alicantino de Crevillente desde 1995 hasta 2019.

## Biografía
Nació el 17 de marzo de 1962 en Alicante. César Augusto es licenciado en Derecho. Se afilió al Partido Popular e ingresó en el Partido Popular de la Comunidad Valenciana con el que fue candidato en las elecciones a las Cortes Valencianas de 1987 (el PP no obtuvo los suficientes votos para que César entrara en las Cortes Valencianas).

### Política local
En el año 1987 fue concejal en el Ayuntamiento de Crevillente y diputado provincial desde 1991 hasta la actualidad. En 1995 fue elegido alcalde de Crevillente contando el PP con 10 concejales (mientras que Izquierda Unida y el Partido Socialista Obrero Español obtuvieron 5 cada uno, y con el apoyo de Falange Española, y en las elecciones de 1999, 2003, 2007 y 2011 revalidó la alcaldía con mayoría absoluta. Pero tras veinticuatro años en la alcaldía del municipio alicantino en el 2019 no fue reelegido alcalde .

### Política autonómica
En las elecciones a las Cortes Valencianas de 2007 fue elegido diputado por la provincia de Alicante. También es secretario regional del PP de Política Autonómica y Local. El día 14 de octubre de 2009 el presidente del Partido Popular de la Comunidad Valenciana Francisco Camps lo nombra Secretario General del partido en sustitución de Ricardo Costa.

### Controversias

#### Negacionismo del Holocausto
Tras la aparición en los medios de comunicación de un artículo publicado por Asencio en 1979, cuando apenas contaba diecisiete años, en el que niega el Holocausto, el Comité Ejecutivo Regional decide sustituirlo dos semanas después de su nombramiento y eligen a Antonio Clemente como secretario general.
Concretamente, César Augusto Asencio publicó el 1 de julio de 1979 un artículo de opinión en el diario Información de Alicante en el que negaba abiertamente el Holocausto judío. A consecuencia de su difusión pública en los medios de comunicación el 14 de octubre de 2009, pide disculpas públicamente en varios medios el mismo día alegando un error de adolescencia.